# Cant del Vallespir

Le Cant del Vallespir (« chant du Vallespir » en catalan) est une chanson et une sardane écrite par Jean Amade et composée par Déodat de Séverac en 1911.

## Histoire
Jean Amade, né en 1878 à Céret, est l'un des principaux auteurs de la Renaixença, la renaissance des lettres en langue catalane, dans les Pyrénées-Orientales. Déodat de Séverac, né en 1872 à Saint-Félix-Lauragais, dans la Haute-Garonne, région de langue occitane, s'installe à Céret en 1910 jusqu'à la fin de sa vie en 1921.
Les paroles, écrites en catalan, célèbrent les paysages du Vallespir, région historique et naturelle de l'Est des Pyrénées : le massif du Canigou, le fleuve Tech et la « terre catalane », « terre de joie et terre de paix ». L'air est, selon Déodat de Séverac, « d'une simplicité chorale très grande », ce qui lui permet d'être jouée et chantée rapidement par les cobles d'amateurs. Il est inspiré de thèmes traditionnels catalans.
Le Cant del Vallespir a été interprété pour la première fois le 2 juillet 1911 dans les arènes de Céret devant un public de 4 000 personnes, à l'occasion des fêtes de cette ville et de la commémoration des vingt-cinq ans de l'Harmonie du Vallespir.